# 米基日納河
米基日納河是俄羅斯的河流，位於堪察加半島，河道全長約38公里，河水主要來自融雪和雨水，最終注入小基米蒂納河，是虹鱒和遠東紅點鮭的棲息地。